# Phaea acromela
Phaea acromela là một loài bọ cánh cứng trong họ Cerambycidae.